# فرانک سولفوروسی
فرانک سولفوروسی (فرانسوی: Franck Solforosi‎؛ زادهٔ ۱۰ سپتامبر ۱۹۸۴) قایقران روئینگ اهل فرانسه است.